# Pseudosminthurides stoechus
 (août 2019).
Genre
Espèce
Pseudosminthurides stoechus, unique représentant du genre Pseudosminthurides, est une espèce fossile de collemboles de la famille des Sminthurididae.

## Distribution
Cette espèce a été découverte dans de l'ambre de la formation Escucha au Pays basque en Espagne. Elle date du Crétacé.

## Publication originale
- Sánchez-García & Engel, 2016 : Long-term stasis in a diverse fauna of Early Cretaceous springtails (Collembola: Symphypleona). Journal of Systematic Palaeontology, vol. 15, no 7, p. 513-537.